# Ringkøbing-Skjern
Ringkøbing-Skjern is een gemeente in de Deense regio Midden-Jutland en telt 57.022 inwoners (2017). Qua oppervlakte is Ringkøbing-Skjern de grootste gemeente van Denemarken.
Bij de herindeling van 2007 werden de volgende gemeentes samengevoegd tot Ringkøbing-Skjern: Egvad, Holmsland, Ringkøbing, Skjern en Videbæk. Het gemeentebestuur werd gevestigd in Ringkøbing.

## Plaatsen in de gemeente
- Bjerregård
- Bølling
- Skjern
- Lønborg
- Hvide Sande
- Hemmet
- Fjelstervang
- Grønbjerg
- Spjald
- Lyne
- Tarm
- Højmark
- Lem
- Nørre Bork
- Ringkøbing
- Søndervig
- Videbæk
- Vorgod-Barde
- Astrup
- Herborg
- Rækker Mølle
- Velling
- Hoven
- Borris
- Troldhede
- Hee
- Tim
- Kloster
- No
- Ådum
- Stauning
- Ølstrup
- Sønder Vium

Aarhus · Favrskov · Hedensted · Herning · Holstebro · Horsens · Ikast-Brande · Lemvig · Norddjurs · Odder · Randers · Ringkøbing-Skjern · Samsø · Silkeborg · Skanderborg · Skive · Struer · Syddjurs · Viborg
- Library of Congress Control Number: nb2011031055
- MusicBrainz: 1fe75db1-24a4-4dee-b571-999a2a96a36a
- Virtual International Authority File: 267992870